# Etnografía del Gran Chaco
El llamado Gran Chaco Gualamba es una vasta región con una unidad ecológica, que abarca más de 1.000.000 de km² en el centro de América del Sur. Abarca las llanuras centrales de América del Sur limitada al Oeste por la Precordillera de los Andes o Cordillera Oriental, al Norte por los llanos de Chiquitos y las prolongaciones serranas del Mato Grosso, al Este por el eje Paraguay –Paraná y al sur por la zona de transición señalada por el río Saladillo o río Dulce.
Dentro de la provincia de Salta encontramos dos subáreas desde el punto vista geohumano. La primera, paralela a las Sas. Subandinas, es un gran valle fértil de clima tropical y grandes bosques. Su subsuelo es rico en hidrocarburos. Es la zona más poblada. Se destacan las comunidades chiriguanas. La segunda, está constituida por la llanura chaqueña semiárida que se extiende hacia el Oeste siendo poblada por otros grupos aborígenes típicamente chaquenses y campesinos. Su suelo arenoso y gredoso es de difícil acceso en épocas de lluvias (verano) y su vegetación es la típica del monte bajo y achaparrado.
Toda la región se halla en el piso altitudinal de los 200 y 500 m s. n. m. hasta alcanzar las estribaciones de las Sas. Subandinas cuya altitud promedio oscila entre los 1000 y 1200 m s. n. m.
Las Comunidades Chiriguanas se extienden en una línea que sigue paralela a la RN 34 desde la localidad de Prof. Salvador Mazza hasta el paraje denominado El Cruce, próximo a Pichanal.

## Indígenas
Para referirnos a los primeros pobladores de esta región debemos remontarnos a los tiempos de la colonia (siglos XVI a XIX), en cuyo periodo histórico las expediciones realizadas por españoles en busca de riqueza minerales como el oro y la plata originaron que los grupos arawak y tupí-guaraní (desde el punto de vista lingüístico) se radiquen en los valles de las Sierras de Aguaragüe, Ipaguazú, de Lapachal y de Durán.
Al producirse los primeros contactos con los españoles, el hábitat de los chané se encontraba ubicado en la región del Chaco Boreal, es decir, en el actual territorio boliviano, y en los últimos contrafuertes de la Cordillera Oriental, entre los ríos Guapay y Parapeti. Su límite más austral era la zona de los ríos Itáu, Caraparí y Pilcomayo.
Se trata de un grupo amazónico perteneciente al subgrupo lingüístico Arawak que había venido desde América Central al Mato Grosso y desde allí al Chaco Boreal, perseguidos por la conquista de su hábitat por parte de los Caribes.
Fueron posiblemente los primeros indígenas que conoció Colón.[cita requerida] Poseían técnicas agrícolas para el cultivo y una alfarería de gran factura, comerciaban activamente con el Incavio a través del enclave de Sumaypata en el Cordillera Oriental boliviana, especie de verdadera feria franca entre los pueblos. Esta cultura chaquense-prehispánica fue dominada por el pueblo guaraní, los chiriguanos, que llegaron a la región en sucesivas oleadas pre- y poshispánicas (segunda mitad del siglo XV hasta la segunda mitad del siglo XVI).
Su asentamiento en la región del Chaco Boreal motivó la leyenda sobre la metalurgia del pueblo Inca y también por su propia leyenda del Candiré (‘tierra sin mal’), según la narra Garcilaso de la Vega en sus Comentarios Reales. De tal manera, estas migraciones sucesivas fueron permitiendo la conquista violenta de la Cordillera Oriental y de los llanos del Chaco Boreal, y la sujeción de todos los pueblos allí existentes, entre otros, de los chané. 
Con la conquista del Chaco los aborígenes matacos, en busca de un nuevo hogar llegaron al lugar afincándose en las zonas más llanas. A principios de siglo los indios chané (arawak) fueron los de mayor influencia en el radio pedemontano que al mestizarse con los chiriguanos dieron origen a los chané chiriguanizados por un lado y el grupo chiriguano por el otro. Los primeros fueron los que más fácilmente se adaptaron a la sociedad urbana al constituirse muchos de ellos en mano de obras de los obrajes y aserraderos y otros como empleados en la construcción. Sin embargo, la principal actividad practicada es la agricultura y la alfarería.
En 1901 los Chané recibieron 90 000 ha de tierra, otorgadas por el subprefecto del Gran Chaco, don Juan Soruco, al cacique Guarumbaque, por orden del presidente de Bolivia Gran José Manuel Pardo.
Al respecto, José Antonio Guantay aporta que «el General Magariños cedió a los chanés cuatro leguas cuadradas: Campo Durán, Tobantirenda, Capiazuti, Tuyunti y Nacatimbay», y agrega que «posesionó al cacique Guarumbaqué como capitán y a todos los clanes de las tierras de Campo Durán», acotando que ese nombre «probablemente se debe a algún cacique de nombre Durán y a los indios de esta zona se les llamaba duranes». Los Chiriguanos también recibieron tierras en esta zona por concesión del gobierno boliviano, aproximadamente a fines de la primera década de este siglo por haber colaborado con el ejército boliviano en la represión a uno de los tantos alzamientos de tobas, en la zona de la Angostura del Itiyuro (5 km al este de Campo Durán).
Todas estas posesiones pierden vigencia al firmarse el Tratado de Límites Diez-Carrillo en 1925.[cita requerida]
A fines del siglo XIX había cruentos combates entre los primitivos pobladores y los criollos afincados en la zona, precisamente en Aguaray. Los aborígenes liderados por el cacique toba Taicolique se alzaron en varias oportunidades contra los invasores de sus tierras. En uno de esos combates muere Taicolique y en represalia a su muerte, se produjo un alzamiento de tobas y chulupíes desde Villa Montes (Bolivia) y el mismo fue rechazado con éxito por los criollos con la ayuda de los chiriguanos, a quienes, en agradecimiento, el gobierno boliviano les entregó tierras para sus asentamientos.[cita requerida]

### Nación Chané
La familia lingüística Tupí – Guaraní se halla diseminada a través de una discontinua extensión de territorio sudamericano.
Se divide en varias ramas y numerosos grupos que, dentro de una gran uniformidad cultural y lungüística, se distinguen por pequeñas diferencias.
Los Guaraníes – según Salvador Canals Frau - representan la rama meridional de esta interesante familia lingüística.[cita requerida] Ella se extiende por la mayor parte del Paraguay y porciones considerables del sur de Brasil, Bolivia y Argentina.
Está integrada por cinco grupos:[cita requerida] Los Chandules, los de Carcaraña, los de Santa Ana (Corrientes), los Cainguás (Misiones), y los Chiriguanos.
Existe otra clasificación, desde el punto de vista racial señalada por Antonio Serrano en su libro “Estudios Etnográficos y Antropológicos sobre los indios del Chaco”. En ella establece tres grupos:[cita requerida] Matacos – Mataguayos, Guaycurú y Charrúa.
Por último, otra clasificación desde el punto lingüístico reconocida por la etnografía para América del Sur, a saber:[cita requerida]
1. Caribe: no se encuentran representados en nuestro país.
2. Arawak o Arwak: sus representantes son los chané guaranitizados.
3. Tupí - Guaraní: están incluidos los Chiriguanos y los grupos guaraníes dispersos por Brasil, Paraguay, Argentina y Bolivia.
4. Mataco – Mataguayo: Matacos, Chorotes y Chulupíes.

El hábitat de estos se encuentra en su mayor parte en Bolivia, desde inmigraron desde el Paraguay, hacia 1522. Y en territorio argentino ocupan solamente una pequeña parte del chaco salteño en la zona de Orán. Penetraron ahí en tiempos históricos, superponiéndose a los Chané, pueblo aruac o arawak que antes ocupaba el territorio, y al que sojuzgaron y guaranizaron. Es este el grupo que tanto por su situación al pie mismo de los Andes, cuanto por convivencia con los mentados Aruac, más se ha diferenciado culturalmente del resto de los guaraníes. Sobre todo la cerámica chiriguana ha sido influida reciamente por las culturas andinas.
De acuerdo a los estudios realizados por Alfredo Metraux, los chiriguanos, pertenecientes al grupo lingüístico Tupi – Guaraní, “el itinerario es dudoso. Solo se sabe que atravesaron las regiones desérticas del Chaco. Los pueblos de quienes tomaron las tierras eran chané”.
Existen varias hipótesis acerca de cómo se produjeron las migraciones. Una de ellas hace referencia a motivos religiosos, otras al carácter bélico de las expediciones españolas y portuguesas y algunos piensan “que se debieron a la presión ejercidas por los mamelucos del Brasil que realizaban frecuentes ataques a las misiones jesuíticas y comunidades libres del Paraguay”. De todas maneras, los movimientos migratorios chiriguanos provocaron en las tribus chané el exterminio de sus representantes. Solo quedan en su estado puro en Tuyunti y en Campo Durán.
Pero el desencadenante de la penetración a territorio argentino, sobre todo al norte salteño, fue la Guerra del Chaco entre Bolivia y Paraguay , de la cual Argentina fue árbitro (1932 –1935). La mayoría de los chiriguanos se integraron a la misión del Río Caraparí, fundada por el padre Francisco Colagrossi en el año 1931, otros se ubicaron en predios fiscales o se incorporaron a las nuevas que se iban creando. La más moderna es la Misión de San Francisco cerca de Pichanal (Salta) fundada en el año 1964 dirigida por el padre Roque Chielli.
El permanente contacto hizo que estos se guaranitizaran y a la vez, los chiriguanos adoptaran costumbres chané. Sin embargo, los chiriguanos no han perdido su sentido de identidad étnica.
Las diversas influencias recibidas se han estructurado conforme a las necesidades, configurándose una cultura con características muy peculiares, donde coexisten elementos a lo tradicional, con los pertenecientes a otros grupos étnicos y a los que se sumaría el resultado de las relaciones con los españoles, el sector religioso misionero y la sociedad moderna que es la que opera actualmente en forma notoria.
La delimitación de los distintos aportes había sido ya intentada por Nordenskiöld.[cita requerida] De lo que este autor expusiera, se visualizan en la actualidad la pervivencia de elementos propiamente amazónicos tales como graneros sobre pilotes, morteros de madera, escabel de madera de una sola pieza, hamaca y cernidor de palma tejida.
De los correspondientes a indígenas de la región andina se encuentran los siguientes:[cita requerida] ganchos de madera para colgar pertenencias, azada de madera, coca, tambor de membrana y el uso de la sandalia de cuero.
Como importante factor de cohesión se encuentra el uso de la lengua tradicional, que se mantiene con la modificación en la acentuación de los vocablos que es grave y no aguda como en el guaraní original, cambio producido por la influencia de los grupos andinos.[cita requerida]
Estos grupos, cuyas características físicas son similares a la de los guaraníes, son más bajos, rondando los 1,62 m los hombres y un poco más bajas las mujeres.[cita requerida]
A diferencia de otros grupos, también se diferencian en la nariz, que es más recta y menos ancha.[cita requerida] Las demás particularidades son similares. Caderas y hombros anchos, musculatura maciza y redondeada, cabeza y cara redonda y manos y pies pequeños.[cita requerida]
Estos grupos, fueron los que mejor desarrollaron el arte de la alfarería y el de los tejidos, sobre todo el de lana y algodón, por su contacto con los pueblos ándidos del pedemonte salto jujeño y boliviano.
Dentro de la vestimenta, usaban las mujeres una especie de cubresexo denominado tanga, confeccionado en algodón. Los hombres andaban desnudos. Con la llegada de los españoles, los hombres comenzaron a usar tabarrabos de cuero o de algodón y las mujeres el tipoy, una especie de túnica de algodón sin mangas.
También, con la llegada de los conquistadores y evangelizadores, se dejó de practicar la antropofagia.
En el aspecto político, eran dirigidos por un tubichá o cacique de carácter hereditario, que tras la conquista, solo tuvo un valor simbólico, pero no perdió su valor de guía espiritual y político, rol que cumple en la actualidad en esta comunidad.[cita requerida]
En lo religioso creían en un Alto Dios, Tumbá al que no le rendían culto. Practicaban el animismo y el shamanismo. Una de sus manifestaciones animistas más importantes es el baile del pim – pim que representa la lucha entre el toro y el tigre.

## Cultura
La lengua chiriguana es un dialecto derivado del guaraní donde las vocales son nasalizadas. No tienen género.[cita requerida] Para determinarlo se antepone cuñá para el femenino y cuimbaé para el masculino y en el caso de los niños, se usa misia para el femenino y sapia o tapia para el masculino. Tampoco hay diminutivos. Se los forma con pasy por pequeño y pity por más pequeño.[cita requerida]
Si bien esta forma lingüística pertenece a los matacos es común a todas las lenguas de origen guaraní. Asimismo, se nota un leve proceso de transculturación (el hecho de hablar en castellano denota su asistencia a escuelas de origen criollo).[cita requerida] Por otro lado, la palabra "mochila" en reemplazo de "alforja" muestra el grado de penetración cultural en dicha etnia.
Los conceptos de "Dios" y el "Diablo" (simbología cristiana del bien y el mal) se entremezclan en su mitología.[cita requerida] Lo significativo del mismo es que su politeísmo no ha dejado de existir.[cita requerida]
Con respecto al Carnaval (Candabare), y de acuerdo a sus creencias, en esta época reina el Diablo (Aña) y comienza con la floración del árbol taperigua. Se preparan las máscaras de yuchán o palo borracho y se hace la chicha. 
Cada comunidad tiene su propio Dueño del Carnaval (Aña Campinta). Él indica el inicio tocando un cuerno de vaca (waca ranti) y se inicia una procesión al son del pim – pim y se lleva un cruz sobre la cual se coloca una corona de flores. El tiempo del carnaval dura lo que la floración del taperigua.
Los instrumentos musicales son la flauta (temembí), el violín, otro tipo de flauta (pinguyo), el bombo (angua guazu) y la caja (angua rai).[cita requerida]
Esta festividad, la más importante, tiene tres momentos: el carnaval grande que dura diez días, el carnaval chico que comienza tres semanas después y la botadura o entierro del carnaval que se realiza un día domingo. Ese día se queman todas las máscaras y se entierran algunos elementos propios de la festividad en la playa del río. Creen que si no se bañan en el río, la comunidad sufrirá penurias.
También se realiza una ceremonia donde se representa la lucha simbólica entre el tigre y el toro y de la cual también participa el chancho que es otra persona cubierta de barro que ingresa al ruedo persiguiendo a los observadores para ensuciarlos.
Actualmente, el uso de máscaras de yuchán, solo se ve en los corsos organizados por las comunidades urbanas. En sus comunidades solo usan capuchas de tela con lentejuelas cubriéndose toda la cara y las mujeres se adornan con flores en el pelo.
De este modo, distingue en América “dos formas de pensamiento y de vida: la oficial, que se plasma en instituciones, de la tarima, y la otra, referida a lo aborigen, lo popular, la del pozo. Las diferencias parten, principalmente, de la forma como el hombre ve, conoce y se relaciona con el mundo y con los demás seres [...] En la cultura occidental, existe una relación sujeto – objeto donde el hombre puede llegar a conocerlos y actuar sobre ellos. Para las culturas indígenas pareciera no existir esa diferencia; antes que ver las cosas, ven los aspectos favorables y desfavorables de las mismas; antes que la simple connotación perceptiva de la realidad, lo que el indígena registra es el sentimiento que la realidad le produce [...]
Esta visión del mundo de las leyes y costumbres impuestas por los hombres de la “tarima” no hizo otra cosa que favorecer a personeros de la política que valiéndose de las leyes que “protegen” al aborigen hicieron y hacen usufructo de la actividad económica que realizan estos.
Los que se integran, lo hacen sin ningún tipo de problemas y aceptan su condición de indio dentro de la sociedad urbana. Solo quieren que se los reconozca como tales y poder gozar de todos los derechos que nos competen a todos. Sus intereses son los de progresar y en algunos casos ayudar a sus hermanos de etnia. [...] “El aborigen - dice Luis D. Heredia - se transforma así en habitante de mundos distintos, para lo cual internaliza, en la medida de sus posibilidades, los códigos de ambas culturas. Pero pareciera que todo esto no se lleva a cabo sino mediante un significativo menoscabo de su psiquis.